# مفالت
مفالت نوع من المأكولات الشعبية حلوة الطعم المنتشرة في منطقة جازان. يتكون المفالت من قطع صغيرة من عجين الذرة أو القمح والحليب والسمن والسكر. يسمى مفالت لأنه عند الإعداد يتم إسقاط هذه القطع في الحليب المغلي٬  يضاف إليه بعد أن ينضج السمن والسكر.ويُوضع في إناء مصنوع من الفخار يسمى (مغش).

## أنواعه
المفالت نوعان:
- الحلو: ويتكون من عجين الذرة أو الدخن غير المخمر، وحليب البقر الطازج، السمن البلدي والسكر. وطريقة عملها تتم بوضع اللبن على النار حتى يغلي، ثم يُضاف إليه معجون الذرة أو الدخن بطريقة محكمة بواسطة أنامل اليد واليد الثانية تقوم بتحريكه مع الحليب بواسطة عود صغير حتى يتماسك مع الحليب فيصبح عجينة لينة، ويستمر في التحريك حتى ينضج المعجون ويتغير لون اللبن، بعد ذلك يُنزل القدر من على النار ثم يترك قليلا ليبرد ثم يضاف إليه السمن والسكر، وبهذا يكون جاهزا للأكل.
- الحامض: يتكون من معجون الذرة أو الدخن المخمر اللبن الرائب، السمن البلدي، وطريقته كالطريقة السابقة المستخدمة في المفالت الحلو الذي يُعتبر أكثر شعبية من الحامض.